# Eren Yüzüak
Eren Yüzüak (* 22. April 2004) ist ein österreichisch-türkischer Fußballspieler.

## Karriere
Yüzüak begann seine Karriere beim SC Admira Dornbirn. Im September 2019 wechselte er innerhalb der Stadt in die Jugend des FC Dornbirn 1913. Zur Saison 2021/22 rückte er in den Kader der Amateure von Dornbirn. Für diese kam er in seiner ersten Saison zu 21 Einsätzen in der fünftklassigen Landesliga, in denen er acht Tore erzielte.
Im August 2022 debütierte er bei seinem Kaderdebüt für die Profis von Dornbirn in der 2. Liga, als er am fünften Spieltag der Saison 2022/23 gegen den SV Lafnitz in der 83. Minute für Silvan Kriz eingewechselt wurde. Dies blieb sein einziger Zweitligaeinsatz für die Profis. Im Jänner 2024 wechselte er zum Regionalligisten Dornbirner SV. Für den DSV kam er bis zum Ende der Saison 2023/24 zu zwölf Einsätzen in der Regionalliga West, aus der er aber mit dem Team abstieg.
Zur Saison 2024/25 kehrte Yüzüak daraufhin zum mittlerweile nur noch drittklassigen FC Dornbirn zurück.